# تشارلز بينيت (كاتب سيناريو)
تشارلز بينيت (بالإنجليزية: Charles Bennett)‏ (و. 1899 – 1995 م) هو كاتب سيناريو، وكاتب مسرحي، ومخرج أفلام، وكاتب بريطاني، ولد في شوريهام، توفي في لوس أنجلوس، عن عمر يناهز 96 عاماً.

## وصلات خارجية
- تشارلز بينيت على موقع IMDb (الإنجليزية)
- تشارلز بينيت على موقع ألو سيني (الفرنسية)
- تشارلز بينيت على موقع أول موفي (الإنجليزية)
- تشارلز بينيت على موقع قاعدة بيانات الأفلام السويدية (السويدية)
- تشارلز بينيت على موقع قاعدة بيانات الفيلم (الإنجليزية)
- تشارلز بينيت على موقع كينوبويسك (الروسية)